# Liste der Kardinalskreierungen Marinus’ I.
Papst Marinus I. (882–884) kreierte während seines Pontifikates 5 Kardinäle, von denen zwei später Papst wurden.

## Konsistorien

### 882
- Basilius, Kardinalpriester von Ss. Quattro Coronati, † 882
- Stephanus, Kardinalprotopriester, später Papst (s. 885) Stephan V., † Ende September 891

### 883
- Valentinus, Kardinalbischof von Porto, † 883

### 884
- Benedikt, † vor 906

### Kardinalskreierung unbekannten Datums
- Hadrian, ab 884 Papst Hadrian III., † Mitte September 885

## Weblink
- General list of Cardinals – 9th Century (795-900) – Marinus I (882-884). In: Salvador Miranda: The Cardinals of the Holy Roman Church. (Website der Florida International University, englisch)